# Slon in Sadež
Slon in Sadež je slovenski zabavno glasbeni duet, ki je nastal leta 2001 z ustanovnima članoma Juretom Karasom (Slon) in Igorjem Bračičem (Sadež). Svojo glasbeno pot sta začela na prireditvi Ana Desetnica. Še prej pa sta delovala kot igralca v Impro ligi, slovenskem improvizacijskem prvenstvu. V svojih pesmih se odzivata predvsem na politične dogodke, druge aktualne teme in družbene polemike. Kasneje sta se skupini pridružila še basist Matjaž Ugovšek - Ugo in bobnar Igor Brvar - Jovo. Leta 2005 se kvartet kadrovsko preformira v sekstet v zasedbi Slon, Sadež, Matjaž Ugovšek (tokrat na kitari), Rok Šinkovec na harmoniki in klaviaturah, Matej Horvat na bobnih in Samo Šalamon na basu.

## Diskografija
- Kabare (2001) (COBISS)
- Komercialne pizde (tudi Komercialne piiip) (2004) (COBISS)
- Štafeta mladosti (2005) (COBISS)
- Radio Slon in Sadež (2007)
- Sponzorska plata (2010)

## Uspešnice
- Taliban Reggae
- Rožica
- Reper
- Čreva na plot
- NNLB